# Australasian Championships 1924
Gli Australasian Championships 1924 (conosciuto oggi come Australian Open) sono stati la 17ª edizione degli Australasian Championships e prima prova stagionale dello Slam per il 1924. Si è disputato dal 19 al 26 gennaio 1924 sui campi in erba del Warehouseman's Cricket Ground di Melbourne in Australia.
Il singolare maschile è stato vinto dall'australiano James Anderson, che si è imposto sul connazionale Richard Schlesinger in cinque set. Il singolare femminile è stato vinto dall'australiana Sylvia Lance Harper, che ha battuto la connazionale Esna Boyd Robertson in tre set. Nel doppio maschile si è imposta la coppia formata da James Anderson e Norman Brookes, mentre nel doppio femminile hanno trionfato Sylvia Lance Harper e Daphne Akhurst Cozens. Il doppio misto è stato vinto da Daphne Akhurst e Jim Willard.

## Risultati

### Singolare maschile
James Anderson ha battuto in finale  Richard Schlesinger con il punteggio di 6–3, 6–4, 3–6, 5–7, 6–3.

### Singolare femminile
Sylvia Lance Harper ha battuto in finale  Esna Boyd Robertson con il punteggio di 6–3, 3–6, 8–6.

### Doppio maschile
James Anderson /  Norman Brookes hanno battuto in finale  Pat O'Hara Wood /  Gerald Patterson con il punteggio di 6–2, 6–4, 6–3.

### Doppio femminile
Daphne Akhurst Cozens /  Sylvia Lance Harper hanno battuto in finale  Kathrine Le Mesurier /  Meryl O'Hara Wood con il punteggio di 7–5, 6–2.

### Doppio misto
Daphne Akhurst /  Jim Willard hanno battuto in finale  Esna Boyd /  Gar Hone con il punteggio di 6–3, 6–4.